# Otuke (district)
Otuke is een district in het noorden van Oeganda. Hoofdstad van het district is de stad Otuke. Het district telde in 2014 104.254 inwoners en 2020 naar schatting 133.500 inwoners op een oppervlakte van 1650 km². Van de bevolking woont 94% op het platteland.
Het district werd opgericht in 2009 door afsplitsing van het district Lira.